# Jean-Gérard Bursztein

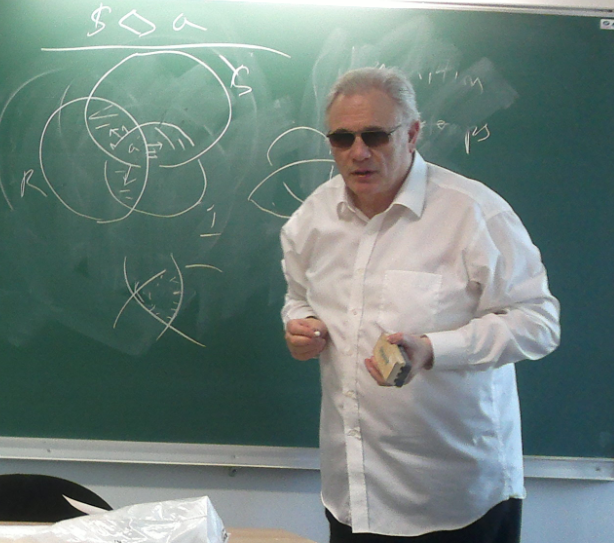
Jean-Gérard Bursztein (2016)

Jean-Gérard Bursztein (* 9. Oktober 1945) ist ein französischer Psychoanalytiker. Er praktiziert und lehrt in Paris. Als Schüler von Jean-Toussaint Desanti studierte er Philosophie der Mathematik und Wissenschaftsphilosophie und promovierte in Philosophie. Er erforscht die Verschränkung zwischen Psychoanalyse und Mathematik.

## Werke
- Qu’est-ce l’appareil psychique? NEF, Paris 2000.
- Le renouveau de la psychanalyse dans l’hypothèse borroméenne. NEF, Paris 2004.
- Sur la différence entre la psychanalyse et les psychothérapies. NEF, Paris 2005.
- Psychose et structure. Le cas Schreber. NEF, Paris 2005.
- Vers une mathématique de l’inconscient. NEF, Paris 2006.
- Névrose, nœud borroméen et espace de Hilbert. NEF, Paris 2006.
- La structure moebienne de la bisexualité. NEF, Paris 2007.
  - Deutsche Übersetzung: Die Struktur der Andersheit Mann-Frau. Turia & Kant, Wien 2008.
- Introduction à la science psychanalytique en 2007. NEF, Paris 2007.
  - Deutsche Übersetzung: Die Psychoanalyse – eine paradoxe Wissenschaft. Turia & Kant, Wien 2012.
- Jouissance féminine et hypothèse mathématique du continu. NEF, Paris 2008.
- Une introduction à la science psychanalytique. Hermann, Paris 2009.
- Nazisme et Shoah. Une approche psychanalytique. Hermann, Paris 2010.
- Différence entre psychanalyse et psychothérapies. Hermann, Paris 2012.
- Sur l’espace subjectif. Hermann, Paris 2012.
- La différence homme/femme dans la sexuation. Hermann, Paris 2015.
- The Topological Transformation of Freuds Theory. Karnac, London 2016.
- Cohérence philosophique de la psychanalyse. Aristote, Lacan. Hermann, Paris 2017.
- L'inconscient, son espace-temps. Aristote, Lacan, Poincaré. Hermann, Paris 2017.
- Un lexique de topologie subjective. Hermann, Paris 2017.
- Psychanalyse et philosophie borroméenne. Hermann, Paris 2019.

Während mehreren Jahren unterhielt Jean-Gérard Bursztein zusammen mit Arnaud Sérandour ein Forschungsseminar im Rahmen der École pratique des hautes études (EPHE): Commentaire psychanalytique sur la Torah (Psychoanalytischer Kommentar zur Tora). Im Rahmen dieser Forschung publizierte er folgende Werke:
- Expérience hébraïque antique du salut et psychanalyse. Sur Yonah/Jonas. Hermann, Paris 2010.
  - Deutsche Übersetzung: Antike hebräische Heilserfahrung und Psychoanalyse. Das Buch Jonah. Turia + Kant, Wien 2009.
- L’Ecclésiaste. Une approche psychanalytique. Hermann, Paris 2013.
- Un commentaire psychanalytique de la Bible hébraïque. Hermann, Paris 2015.
- Parachot Hachavova beri ha Psychoanalyza. Idra Press, Israël 2017.
- Philosophie de la Bible hébraïque et psychanalyse. Un lexique. Hermann, Paris 2019.